# Résistance acadienne durant le Grand Dérangement
Contrairement à la croyance populaire, de nombreux Acadiens résistent durant le Grand Dérangement. Des milliers se réfugient à Miramichi, à la Ristigouche ou à Québec, d'autres se sont échappés des forts britanniques. Certains Acadiens se sont joints aux forces françaises, d'autres sont devenus corsaires ou d'autres tentaient délibérément d'entraver le travail des militaires. En décembre 1755, les 232 prisonniers du Pembroke se mutinent et parviennent à atteindre le fleuve Saint-Jean, d'où la plupart rejoignent Québec. À la suite de la prise du fort Beauséjour, des Acadiens y sont emprisonnés le 16 juin 1755. Leurs femmes dissimulent des armes et des vêtements féminins dans leur nourriture, leur permettant de s'enfuir.
Joseph Broussard en particulier lance des attaques contre les britanniques. Beaucoup d'Acadiens s'échappent dans la forêt, où ils sont poursuivis par les britanniques durant cinq ans. Environ 1 500 s'enfuient au Canada et d'autres vont à l'île du Cap-Breton ou en amont de la rivière Petitcodiac.